# تمبر (اورگن)
تمبر (به انگلیسی: Timber) یک منطقهٔ مسکونی در ایالات متحده آمریکا است که در شهرستان واشینگتن، اورگن واقع شده‌است. تمبر ۴۵٫۲ کیلومتر مربع مساحت و ۱۳۱ نفر جمعیت دارد و ۳۱۰٫۹ متر بالاتر از سطح دریا واقع شده‌است.